# (19788) Hunker
(19788) Hunker est un astéroïde de la ceinture principale d'astéroïdes.

## Description
(19788) Hunker est un astéroïde de la ceinture principale d'astéroïdes. Il fut découvert le 28 août 2000 à Socorro (Nouveau-Mexique) par le projet LINEAR. Il présente une orbite caractérisée par un demi-grand axe de 2,61 UA, une excentricité de 0,19 et une inclinaison de 9,7° par rapport à l'écliptique.

## Compléments